# Elecciones presidenciales de Argentina de 1853
Las elecciones presidenciales de Argentina de 1853 fueron llevadas a cabo el 1 de noviembre para elegir al primer presidente constitucional de la Argentina para el periodo 1854-1860, en la que resultó elegido Justo José de Urquiza. Se realizaron bajo un régimen de «voto cantado», caracterizado por el fraude electoral masivo, la violencia en los comicios, el voto venal (pago) y la baja participación, sin que se permitiera votar ni ser elegidas a las mujeres. Solo concurrió a votar el 1% de la población. La Constitución establecía que la elección del presidente y vicepresidente debía realizarse en forma indirecta y por separado, delegando la elección final de cada uno, en colegios electorales provinciales integrados por representantes elegidos en la elección primaria, por el sistema de lista completa, siendo electos todos los candidatos más votados, en cada distrito electoral.
El 20 de noviembre de 1853 se reunieron los electores y enviaron sus votos al Congreso. El 20 de febrero de 1854 el Congreso hizo el escrutinio y proclamó presidente al general Justo José de Urquiza y vicepresidente al doctor Salvador María del Carril.
Urquiza triunfó en las provincias de Catamarca, Córdoba, Entre Ríos, Jujuy, La Rioja, Mendoza, Salta, San Juan, San Luis y Santa Fe. Mariano Fragueiro triunfó en la provincia de Corrientes. Santiago del Estero y Tucumán no votaron. Buenos Aires no participó por no ser parte de la Confederación.
En la elección del vicepresidente, ningún candidato superó el 50% de los votos en el colegio electoral, razón por la cual correspondió al Congreso Nacional elegir al vicepresidente de entre los dos candidatos más votados, Salvador María del Carril (33 %) y Facundo Zuviría (21 %), resultando finalmente elegido el primero.

## Resultados del Colegio Electoral
Los colegios electorales se reunieron el 20 de febrero de 1854, en cada una de las capitales provinciales y en la Ciudad de Buenos Aires.
| Candidato a presidente | Candidato a presidente | Partido            | Votos electorales |
| ---------------------- | ---------------------- | ------------------ | ----------------- |
|                        | Justo José de Urquiza  | Federal            | 91                |
|                        | Mariano Fragueiro      | Unitario           | 7                 |
|                        | Pedro Ferré            | Federal            | 1                 |
|                        | Vicente López y Planes | Independiente      | 1                 |
|                        | José María Paz         | Unitario           | 1                 |
|                        | Benjamín Virasoro      | Federal            | 1                 |
|                        | Facundo Zuviría        | Unitario           | 1                 |
| Total de votos         | Total de votos         | Total de votos     | 103               |
| No votaron             | No votaron             | No votaron         | 3                 |
| Total de electores     | Total de electores     | Total de electores | 106               |

| Candidato a vicepresidente | Candidato a vicepresidente | Partido       | Votos electorales | Voto del Congreso |
| -------------------------- | -------------------------- | ------------- | ----------------- | ----------------- |
|                            | Salvador María del Carril  | Unitario      | 35                | 17                |
|                            | Facundo Zuviría            | Unitario      | 22                | 1                 |
|                            | Mariano Fragueiro          | Unitario      | 20                |                   |
|                            | Rudecindo Alvarado         | Unitario      | 13                |                   |
|                            | Benjamín Virasoro          | Federal       | 8                 |                   |
|                            | Juan Bautista Alberdi      | Independiente | 7                 |                   |
|                            | Pedro Ferré                | Federal       | 1                 |                   |
| Total                      | Total                      | Total         | 106               | 18                |

### Resultados por provincia
| Provincia           | Presidente | Presidente | Presidente | Presidente | Presidente | Presidente | Presidente |            | Vicepresidente | Vicepresidente | Vicepresidente | Vicepresidente | Vicepresidente | Vicepresidente | Vicepresidente |
| Provincia           | Urquiza    | Fragueiro  | Ferré      | López      | Paz        | Virasoro   | Zuviría    | del Carril | Zuviría        | Fragueiro      | Alvarado       | Virasoro       | Alberdi        | Ferré          |                |
| ------------------- | ---------- | ---------- | ---------- | ---------- | ---------- | ---------- | ---------- | ---------- | -------------- | -------------- | -------------- | -------------- | -------------- | -------------- | -------------- |
| Catamarca           | 9          | 1          |            |            |            |            |            |            |                | 1              |                | 9              |                |                |                |
| Córdoba             | 16         |            |            |            |            |            |            | 10         |                | 6              |                |                |                |                |                |
| Corrientes          | 5          | 6          |            |            |            |            | 1          | 1          | 3              | 3              |                |                | 5              |                |                |
| Entre Ríos          | 8          |            |            |            |            |            |            |            | 5              |                | 2              |                | 1              |                |                |
| Jujuy               | 8          |            |            |            |            |            |            | 5          |                | 3              |                |                |                |                |                |
| La Rioja            | 8          |            |            |            |            |            |            |            | 8              |                |                |                |                |                |                |
| Mendoza             | 10         |            |            |            |            |            |            | 10         |                |                |                |                |                |                |                |
| Salta               | 7          |            | 1          | 1          | 1          |            |            | 2          | 4              |                | 2              |                | 1              | 1              |                |
| San Juan            | 5          |            |            |            |            |            |            | 7          | 1              |                |                |                |                |                |                |
| San Luis            | 8          |            |            |            |            |            |            |            |                |                |                | 8              |                |                |                |
| Santa Fe            | 7          |            |            |            |            | 1          |            |            |                | 8              |                |                |                |                |                |
| Santiago del Estero | No votó    | No votó    | No votó    | No votó    | No votó    | No votó    | No votó    | No votó    | No votó        | No votó        | No votó        | No votó        | No votó        | No votó        |                |
| Tucumán             | No votó    | No votó    | No votó    | No votó    | No votó    | No votó    | No votó    | No votó    | No votó        | No votó        | No votó        | No votó        | No votó        | No votó        |                |
| Total               | 91         | 7          | 1          | 1          | 1          | 1          | 1          |            | 35             | 22             | 20             | 13             | 8              | 7              | 1              |